# Edward C. Taylor
Edward Curtis Taylor Jr. (* 3. August 1923 in Springfield, Massachusetts; † 22. November 2017 in Saint Paul, Minnesota) war ein US-amerikanischer Chemiker und ehemaliger Professor an der Princeton University. Er befasste sich mit organischer Synthese und ist bekannt für die Entwicklung von Zytostatika.

## Leben
Taylor studierte Chemie an der Cornell University mit dem Bachelor-Abschluss 1946 und der Promotion 1949 bei Cornelius Cain (An investigation of some aspects of the chemistry of the pteridines). Als Post-Doktorand war er bei Leopold Ružička an der ETH Zürich und 1950/51 an der University of Illinois, wo er auch Mitglied der Fakultät wurde. Ab 1954 war er an der Princeton University, ab 1966 als A. Barton Hepburn Professor für Organische Chemie.
Er war Gastprofessor u. a. in Harvard, Freiburg, Stuttgart, an der University of Buffalo, in Groningen, Norwich und am Weizmann-Institut. Er war im Herausgebergremium des Journal of Medicinal Chemistry und des Journal of Organic Chemistry, stand 1976/77 der Sektion Organische Chemie der ACS vor und war chemischer Berater des Cancer Chemotherapy National Service Center. 1968 wurde er Ehrendoktor des Hamilton College, die ihr neues Wissenschaftsgebäude 2011 nach ihm benannte. Taylor war Guggenheim Fellow und erhielt den Humboldt-Forschungspreis. 1974 erhielt er den American Chemical Society Award for Creative Work in Synthetic Organic Chemistry und 1994 den Arthur C. Cope Scholar Award der ACS.
Taylor befasste sich mit organischer Synthese und Methodologie, Chemie von Naturprodukten und Heterocyclen (wie Pteridine), organischer Thallium-Chemie und medizinischer Chemie. Er veröffentlichte über 450 wissenschaftliche Arbeiten und hält 52 US Patente. 
Für die Entwicklung von Pemetrexed (Handelsname Alimta) mit Chemikern bei Eli Lilly, ein Folsäure-Antagonist im Einsatz als Chemotherapeutikum gegen verschiedene Krebsformen, erhielt er 2013 den NAS Award for Chemistry in Service to Society und 2004 den Thomas Alva Edison Award. Die Patenterlöse aus Alimta ermöglichten der Princeton University die komplette Finanzierung eines großzügigen neuen Chemiegebäudes. Schon zuvor entwickelte er mit Mitarbeitern den Folsäure-Antagonisten DDATHF (Iometrexol).
Er war Fellow des American Institute of Chemists, der New York Academy of Sciences und der American Association for the Advancement of Science. 2006 verlieh ihm die ACS die Hero of Chemistry Auszeichnung.

## Schriften
Mit Arnold Weisgerber war er seit 1968 Herausgeber von The Chemistry of Heterocyclic Compounds (Wiley-Interscience, ab 1998 mit Peter Wipf) und er ist Herausgeber von General Heterocyclic Chemistry, Advances in Organic Chemistry. Von ihm stammt eine Lehrfilm-Reihe Course on Principles of Heterocyclic Chemistry (American Chemical Society).
- Herausgeber mit Wolfgang Pfleiderer: Pteridine Chemistry, Pergamon Press 1964
- mit Alexander McKillop: The Chemistry of Enaminonitriles and o-Aminonitriles, Interscience, 1970